# Bruno Dias
Bruno Ramos Dias (19 de outubro de 1976) é um político português, deputado à Assembleia da República Portuguesa pelo Partido Comunista Português, pelo círculo eleitoral do Distrito de Setúbal desde 2001.

## Biografia
Licenciado em Ciências da Comunicação pela Faculdade de Ciências Sociais e Humanas da Universidade Nova de Lisboa, da qual foi Membro do Conselho Pedagógico. 
É membro da Direção Nacional do Movimento pelos Direitos do Povo Palestino e pela Paz no Médio Oriente.

## Atividade Política
Enquanto militante da Juventude Comunista Portuguesa foi membro da sua Comissão Política da Direção Nacional.
Militante do Partido Comunista Português, é membro do Comité Central, da Direção da Organização Regional de Setúbal e da Comissão Concelhia de Almada do PCP.

### Assembleia Municipal de Almada
Foi eleito para a Assembleia Municipal de Almada consecutivamente nas eleições autárquicas portuguesas de 1997, de 2001, 2005 e 2009.

### Deputado à Assembleia da República
É eleito deputado na Assembleia da República pelo Partido Comunista Português nas listas da Coligação Democrática Unitária pelo círculo eleitoral de Setúbal, em 2005, sendo reeleito consecutivamente nas eleições legislativas portuguesas de 2005, 2009, 2011 e 2015, continuando no parlamento após as eleições legislativas portuguesas de 2019 em substituição do deputado Francisco Lopes.

#### XIV Legislatura
Na XIV Legislatura foi Vice-presidente e coordenador do grupo parlamentar na Comissão de Economia, Inovação, Obras Públicas e Habitação. Foi coordenador do Grupo Parlamentar na Comissão de Negócios Estrangeiros e Comunidades Portuguesas e na Comissão de Assuntos Europeus. Foi suplente na Comissão de Orçamento e Finanças. Pertenceu ao grupo de trabalho dedicado à Durabilidade e Garantia - Bens de Consumo e ao Escrutínio das Iniciativas Europeias.

#### XIII Legislatura
Na XIII Legislatura foi Vice-presidente e coordenador do grupo parlamentar na Comissão Parlamentar de Inquérito ao Pagamento de Rendas Excessivas aos Produtores de Eletricidade. Foi coordenador do Grupo Parlamentar na Comissão de Economia, Inovação e Obras Públicas e na Comissão Eventual de Acompanhamento do Processo de Definição da "Estratégia Portugal 2030". Foi membro da Comissão de Agricultura e Mar e da Comissão Parlamentar de Inquérito à Recapitalização da Caixa Geral de Depósitos e à Gestão do Banco.
Pertenceu aos grupos de trabalho dedicados à Avaliação do endividamento público e externo; à Lei das Comunicações Eletrónicas; à Energia; aos Transportes Públicos; ao Impacto Ambiental da Prospeção de Petróleo; ao Programa Nacional de Investimentos 2030; à Indústria; ao PJL Transportes Urbanos de Lisboa e Porto; à Alteração do Código Cooperativo
Subcomissão; ao PJL Lei-Quadro das Entidades Reguladoras e ao Parlamento Digital.
Foi ainda presidente do Grupo Parlamentar de Amizade Portugal-Palestina, e membro dos Grupos Parlamentares de Amizade Portugal-Argélia e Portugal-Marrocos.

#### XII Legislatura
Na XII Legislatura foi coordenador do grupo parlamentar na Comissão de Economia e Obras Públicas, na Comissão para a Ética, a Cidadania e a Comunicação e na Comissão Parlamentar de Inquérito à Contratualização, Renegociação e Gestão de todas as Parcerias Público-Privadas do Sector Rodoviário e Ferroviário. Integrou a Comissão Parlamentar de Inquérito à Celebração de Contratos de Gestão de Risco Financeiro por Empresas do Sector Público, a Comissão Parlamentar de Inquérito à gestão do BES e do Grupo Espírito Santo e a Comissão de Agricultura e Mar.
Pertenceu aos Grupos de Trabalho dedicados ao Código da Publicidade; às Petições; às Audiências; ao Plano de Atividades; às Entidades Reguladoras; ao Setor Automóvel; aos Trabalhos Preparatórios para Elaboração de uma Lei de Bases da Qualidade, Inovação, Competitividade e Empreendedorismo; à Segurança Rodoviária; aos Transportes Aéreos para a Madeira e Açores; à Grande Distribuição e Produção Nacional; à Liberalização dos Serviços Postais e ao Grupo de Trabalho para o Setor da Construção.

#### XI Legislatura
Na XI Legislatura foi coordenador do Grupo Parlamentar na Comissão de Obras Públicas, Transportes e Comunicações e na Comissão Eventual de Inquérito Parlamentar à atuação do Governo em relação à Fundação para as Comunicações Móveis. Integrou a Comissão de Orçamento e Finanças.
Pertenceu aos grupos de trabalho dedicados à Apreciação da PPL 1/XI/1.ª; à Atribuição do Subsídio de Mobilidade entre o Continente e a Madeira; às Audições / Petições; às Normas Abertas nos Sistemas Informáticos da AP; às Audições da COPTC e à Subcomissão de Segurança Rodoviária. 
Fez parte ainda dos Grupos Parlamentares de Amizade Portugal-Venezuela e Portugal-Jordânia, e foi vogal do Grupo Parlamentar de Amizade Portugal-Argélia.

#### X Legislatura
Na X Legislatura foi coordenador do grupo parlamentar na Comissão de Obras Públicas, Transportes e Comunicações. Foi membro da Comissão de Negócios Estrangeiros e Comunidades Portuguesas, secretário da Comissão de Obras Públicas, Transportes e Comunicações, membro da Comissão de Negócios Estrangeiros e Comunidades Portuguesas, da Comissão de Saúde, da Comissão de Ética, Sociedade e Cultura e da Comissão de Inquérito Parlamentar ao Exercício da Supervisão dos Sistemas Bancário, Segurador e de Mercado de Capitais.
Pertenceu à Subcomissão de Direitos Fundamentais e Comunicação Social, à Subcomissão de Segurança Rodoviária, à Subcomissão de Segurança Rodoviária e aos grupos de trabalho dedicados às Audições e Audiências, à Alteração ao Decreto-Lei 66/2008 e ao Processo Legislativo.
Pertenceu aos Grupos Parlamentares de Amizade Portugal-Jordânia; Portugal-Argélia; Portugal-Moçambique e foi secretário do Grupo Parlamentar de Amizade Portugal-Venezuela.

#### IX Legislatura
Na IX Legislatura foi secretário da Comissão de Obras Públicas, Transportes e Comunicações, da Comissão de Ética, e da Comissão Parlamentar de Inquérito para a Apreciação de Atos do Governo Referentes às Dívidas Fiscais da SAD do Benfica. Foi membro da Comissão de Educação, Ciência e Cultura, da Comissão Eventual de Verificação de Poderes, da Comissão Eventual para Análise e Fiscalização dos Recursos Públicos na Organização do EURO 2004 de futebol, da Comissão Parlamentar de Inquérito às Obras do Metro no Terreiro do Paço em Lisboa. Pertenceu ainda à Subcomissão de Juventude e Desporto.

#### VIII Legislatura
Na VIII Legislatura foi secretário da Comissão Parlamentar de Juventude e Desporto e da Comissão Eventual de Inquérito Parlamentar à Tragédia de Camarate. Foi membro da Comissão Parlamentar de Negócios Estrangeiros, Comunidades Portuguesas e Cooperação, da Comissão de Negócios Estrangeiros, Comunidades Portuguesas e Cooperação e por fim da Comissão Eventual para Análise e Fiscalização dos Recursos Públicos na Organização do EURO 2004 de futebol.